# Rocca di monte Battaglia
La rocca di monte Battaglia è una fortificazione sulla vetta del monte omonimo, fra le valli del Santerno e del Senio nel territorio del comune di Casola Valsenio (Ravenna), di cui rimangono solo le rovine di una torre risalente al XII secolo.

## Storia

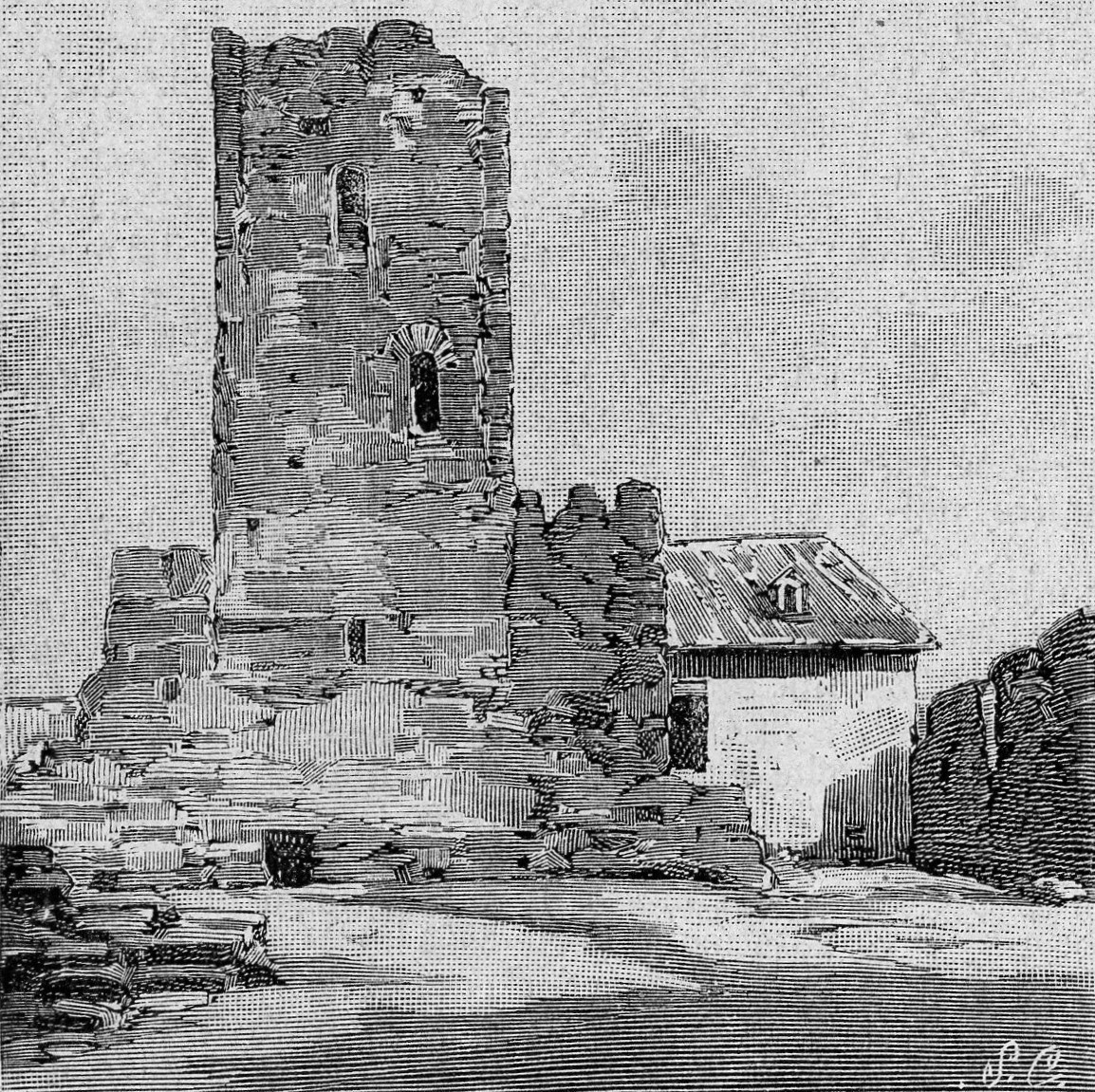
Xilografia

All'epoca longobarda risale la torre eretta sull'altura (715 m s.l.m.), che fa parte della linea difensiva lungo il crinale tra il Senio e il Santerno, ai confini tra i territori occupati da questo popolo e quelli ancora in possesso dell'esarcato bizantino. La posizione del monte Battaglia ha in seguito continuato a rappresentare il punto focale delle sistemazioni militari poste a controllo e difesa delle valli dei due fiumi e della pianura tra Imola e Faenza.
Il "castrum de Monte de Battalla" è attestato per la prima volta in un documento del 1154, appartenendo a Imola. Nel 1390 il senato di Bologna, a cui era pervenuto in possesso, decretò la distruzione della rocca: l'incarico venne affidato a Ugolino di Boccadiferro con 500 guastatori.
Nel 1392 era in possesso degli Alidosi, che risistemarono la rocca, per passare quindi a Guidantonio Manfredi di Faenza. Il figlio di questi, Taddeo, signore di Imola, la rafforzò contro i tentativi di conquista dello zio Astorgio, il quale tuttavia nel 1462 se ne impadronì con uno stratagemma, per essere quindi costretto a restituirla.
La rocca passò in seguito a Girolamo Riario e, da questi, a Caterina Sforza, signora di Imola. Nel 1494 venne fatto edificare un bastione addossato al lato nord della torre e tuttora conservato, opera di Bruchello, maestro da muro. Nel 1502 la rocca fu espugnata da Cesare Borgia, ma due anni dopo era già sotto il dominio di Venezia e nel 1505 rientrò in possesso della Santa Sede in nome della quale la città di Imola vi teneva un "castellano". Nell'ottobre del 1506 vi passò papa Giulio II, diretto a Imola.
Nel corso del XVI secolo le opere fortificate furono superate dall'evoluzione della tecnica militare e anche Monte Battaglia perse importanza e prestigio, tanto che nel 1601 la città di Imola non trovò nessuno disposto ad assumere la carica di castellano. Vi venne ospitato per breve tempo un eremitaggio francescano, e nel 1640 Imola impose a Casola Valsenio, nel cui territorio ricadeva la rocca, di tenervi una guardia armata. Gli abitanti di Casola, tuttavia ottennero invece il permesso di demolire le fortificazioni e l'edificio cadde in abbandono. Un bando del 1757 vietava di "portar via pietre, frammenti, ed altro della detta Rocca, o sia Torre".
Dopo l'unità d'Italia, la rocca divenne rifugio di briganti, in genere ex-contrabbandieri, che avevano operato tra lo Stato Pontificio e il Granducato di Toscana. Alla fine del secolo venne occupata da una famiglia di mezzadri, che utilizzò alcuni vani situati tra la torre e le mura sul lato sud-orientale. A questa succedette un'altra famiglia contadina, che l'abbandonò definitivamente nel 1942.

### Restauri
Nel 1973 una giornata di studi su monte Battaglia, organizzata dalla Pro Loco di Casola Valsenio, richiamò l'attenzione sulle rovine della torre, sottolineandone il carattere di maschio di una rocca, e non di torre isolata. Nel 1982 il comune di Casola Valsenio, a cui venne ceduta l'area, avviò il recupero dell'area con una campagna di scavi archeologici che riportò alla luce materiali del XV e XVI secolo: tra questi piatti e brocche di maiolica graffita, pentole invetriate, punte di lancia e di balestra e diverse monete false, tanto da ipotizzare la presenza di una zecca clandestina tra il 1510 e il 1530, periodo di temporaneo abbandono. Tra il 1985 e il 1987 furono condotti i lavori di restauro. Furono ricostruiti i solai in legno all'interno della torre e ricucite le parti murarie malmesse; venne inoltre consolidato il recinto murario.
Ulteriori interventi di restauro della rocca sono stati realizzati tra il 2007 e il 2008. Il complesso architettonico monumentale è visitabile tutto l'anno.